# لیدو ویری
لیدو ویری (به ایتالیایی: Lido Vieri) بازیکن فوتبال و اهل ایتالیا است 

## تیم ملی
از سال ۱۹۶۳ میلادی عضو تیم ملی فوتبال ایتالیا بوده و در ۴ بازی ملی حضور داشته‌است. او در بازی‌های ملی‌اش ۳ گل دریافت کرد.
لیدو ویری آخرین بازی ملی خود را در سال ۱۹۶۸ میلادی انجام داد.